# Bzovik
Bzovik (cyr. Бзовик) – wieś w Serbii, w okręgu raskim, w mieście Kraljevo. W 2011 roku liczyła 183 mieszkańców.